# Kain (opera)

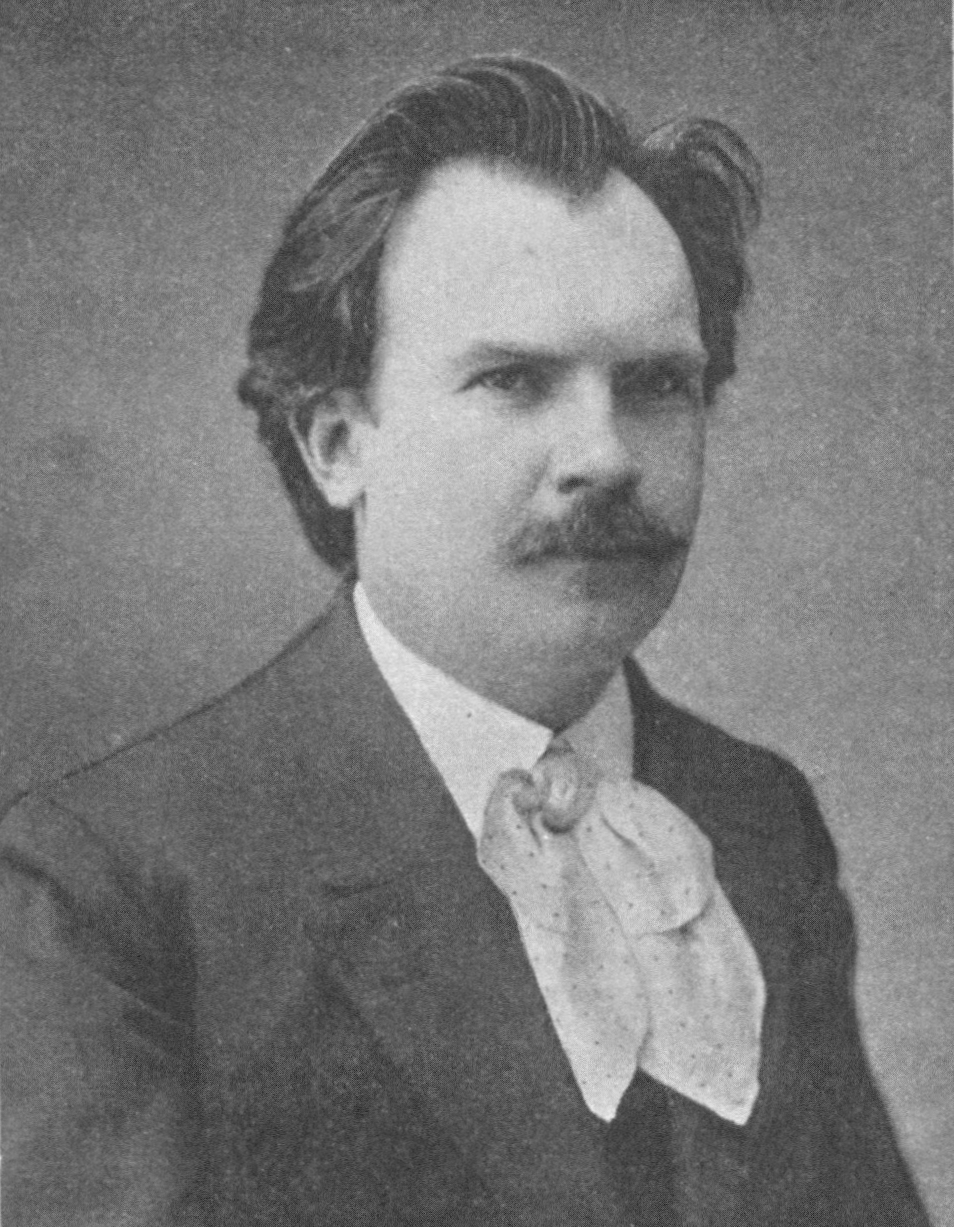
Eugen d'Albert

Kain är en opera  ("Musikalische Tragödie") i en akt med musik av Eugen d'Albert och libretto av Heinrich Bulthaupt. Operan hade premiär den 17 februari 1900 på Staatsoper Unter den Linden i Berlin.

## Historia
Den oväntade och överväldigande succén med den lättviktiga och underhållande operan Die Abreise (fortfarande ansedd som en av de bästa tyska komiska operorna av sin tid) förvånade d'Albert, och han led av kritiken som eftersträvade allvarliga ämnen. Denna brist återgäldades till fullo i ämnesval till sin femte opera, Kain, byggd på den välbekanta bibelhistorien om Kain och Abel. Librettisten Bulthaupt använde sig visserligen av bibelhistorien men desto mera av Lord Byrons läsdrama Cain (1821), ett av hans mest livliga och blasfemiska verk. Byrons pjäs koncentrerar sig inte så mycket på mordet på Abel, som knappast förekommer, utan på en lång filosofisk dialog mellan Kain och Lucifer, i vilken båda framvisar sin alienation från Skapelseguden och visar på argument för att introducera Döden i världen (fram tills nu har Döden endast benämnts men aldrig setts). Denna scen kulminerar i en faustisk drömresa i vilken Lucifer visar Kain skapelsens hela vidd, från himlens höjder till dödsrikets djup (ännu obebodd). Stor emfas läggs också på rättfärdigandet av incest: på grund av saknaden av andra familjer i världen var Kain tvungen att gifta sig med och befrukta sin egen syster Adah - en lätt maskerad allusion till Byrons påstådda relation med sin halvsyster Augusta Leigh.

## Personer
- Adam (Bas)
- Eva (Sopran)
- Kain (Bas)
- Adah, hans hustru (Sopran)
- Hanoch, deras son (Mezzosopran eller gossopran)
- Abel (Tenor)
- Lucifer (Bas)
- Herrens röst (Manskör)

## Handling
Den första familjen tillbringar aftonen framför Adams hydda. Hanoch vill veta hur det var i paradiset. Plötsligt erinrar sig Abel minnen från paradiset (Ein Glanz bricht durch der Bäume Wipfel), minnen som hans broder Kain inte delar. Adam står fast i sin undergivenhet och uttalar en nattbön (Abend und Morgen preisen dich, Herr). Alla utom Kain går in i hyddan för natten. Kain kräver att Herren pratar med honom (Hervor aus Wolken- und Sternendrang, aus Feld und Meergrund, wo der Herrscherthron dir bereitet. Hervor!). Under det att han talar stiger Lucifer upp ur jorden i bakgrunden och Kain förskräcks av denna onda gestalt. Lucifer säger att han är svaret på hans böner (Durch mich ward euch, was euch taugt: Werden und Wechsel, Glück und Verzweiflung, Gut und Böse, Leben und – Tod). Kain igenkänner förskräckt ormen i Lucifer. Tros det lockar Lucifer Kain med att döden som lösningen på de jordiska bekymren. Då morgonen gryr försvinner Lucifer.
Solen går upp och Abel stiger utur hyddan (Selig der Schlummer. Seliger noch, dem nahenden Morgen entgegen zu harren) och väcker Kain med sitt prat. Det blir en strid mellan bröderna. Kain vill döda Abel, men Abel hugger Kain i armen. Striden blir häftigare och Kain slår sönder altaret med en yxa. Rasande dödar han så slutligen Abel. Herren ropar: Kain, Kain, wo ist dein Bruder Abel? Kain försöker förgäves ljuga om sitt brott. Den övriga familjen blir varse om det förfärliga dådet. Kain är fast besluten att även döda sonen Hanoch, som Adah skrikande försöker skydda. Adam går emellan med yxan men hejdas av Adah. Kain är ytterst skakad och omfamnar hustru och son. Ett oväder drar förbi och Herren bekräftar arvsynden.

### Allmänna källor
- Eugen d’Albert: Kain. Musikalische Tragödie in einem Aufzug. Libretto. Bote & Bock, Berlin 1900, (urn:nbn:de:hebis:30-1096844).
- Charlotte Pangels: Eugen d’Albert: Wunderpianist und Komponist. Eine Biographie. Atlantis, Zürich/Freiburg i. Br. 1981, ISBN 3-7611-0595-9.